# Automoto (equipo ciclista)
Automoto fue un equipo de ciclismo profesional francés que compitió entre 1910 y 1952. Su patrocinador principal fue la empresa de motocicletas y bicicletas francesas Automoto. El equipo ciclista tuvo en su lista a los corredores más importantes después de la Primera Guerra Mundial. Sus corredores dominaron el panorama del ciclismo profesional, consiguiendo en tres ocasiones el Tour de Francia entre 1923-1926 protagonizados por el francés Henri Pélissier, el italiano Ottavio Bottecchia y el belga Lucien Buysse.

## Principales resultados

### Clásicas
- París-Tours: Henri Pélissier (1922)
- París-Roubaix: Georges Ronsse (1927)
- Tour de Flandes: Paul Deman (1913)

### Otras carreras
- Scheldeprijs Vlaanderen: Georges Ronsse (1927)
- Burdeos-París: Georges Ronsse (1927)
- París-Bruselas: Georges Ronsse (1928)
- Bruselas-Lieja: Joseph Van Dam (1926)
- Critérium des Aiglons: Victor Lenaers (1922)

### Grandes Vueltas
- Tour de Francia
  - Victorias finales
    - 1923: Henri Pélissier
    - 1924: Ottavio Bottecchia
    - 1925: Ottavio Bottecchia
    - 1926: Lucien Buysse

  - Victorias de etapas
    - 5 etapas en 1923 (Henri Pélissier (3), Ottavio Bottecchia y Lucien Buysse)
    - 4 etapas en 1924 (Ottavio Bottecchia (4))
    - 6 etapas en 1925 (Ottavio Bottecchia (4) y Lucien Buysse (2))
    - 4 etapas en 1926 (Joseph Van Dam (3) y Gustave Van Slembrouck)

### Campeonatos nacionales y mundiales
- Campeonato Mundial de Ciclismo en Ruta: Georges Ronsse (1928)